# Milton Luna Tamayo
Milton Rodrigo Luna Tamayo (Quito, 18 de mayo de 1958) es historiador, activista social por la educación, académico ecuatoriano, relacionado con la educación desde los años 80. Se desempeñó como docente de la PUCE y de varias universidades, director de la Escuela de Ciencias Históricas en la Pontificia Universidad Católica del Ecuador, Coordinador Nacional del Contrato Social por la Educación, integrante de la Campaña Latinoamericana por el Derecho a la Educación y columnista del Diario El Comercio. Fue nombrado por el presidente Lenín Moreno, el 3 de diciembre del 2018 como Ministro de Educación, anunciando como su objetivo principal transformar la educación bajo el enfoque de los derechos humanos.

## Biografía
Nacido en Quito el 18 de mayo de 1958. Iniciara sus estudios universitarios en la Pontificia Universidad Católica del Ecuador (PUCE), obteniendo el grado de licenciado en Ciencias Históricas el 29 de junio de 1984. En 1987, en la Facultad Latinoamericana de Ciencias Sociales (FLACSO) obtendrá su maestría en Historia Andina y en el 2014 se volverá doctor en Historia de la educación de la Universidad Nacional de Educación a Distancia (UNED).
Es profesor-investigador de la carrera de Historia de la Pontificia Universidad Católica del Ecuador PUCE. Fue profesor y director de la Escuela de Ciencias Históricas de la PUCE. Fue también docente de la Universidad Católica sede Ibarra, de la Universidad Andina Simón Bolívar y de la Universidad Central del Ecuador. Además fue director del Centro de Investigación del Instituto de Altos Estudios Nacionales, docente de la Academia Diplomática, director ejecutivo de la Corporación Educación Ecuador, investigador del equipo de historia económica del Banco Central del Ecuador, consultor de la UNESCO y de UNICEF, y director de Proyecto de Capacitación de Defensa de los Niños Internacional.
Desde el 2006 es columnista del diario El Comercio, donde se manifestaba sobre temas de educación, historia y acontecimientos nacionales e internacionales.

### Matrimonio y descendencia
Está casado con Catalina Valencia, con quien tiene dos hijos, Emilio y José Rafael.[cita requerida]

## Vida política
En el periodo comprendido entre el 2002 hasta 2018 fue Coordinador Nacional del Contrato Social por la Educación.

### Ministro de Educación
El 3 de diciembre de 2018 asumirá funciones como ministro de educación en el gobierno de Lenín Moreno. Desde este cargo ha tenido participación en la formación del Acuerdo Nacional por la Educación y en el proceso para restituir los bienes de la Unión Nacional de Educadores.

## Publicaciones
- Historia y Conciencia Popular (1989).
- El texto escolar vs la Utopía Andina (1991).
- Estudio Introductorio, en el Ecuador de la Post Guerra (1992).
- Geografía e Historia del Ecuador (1993).
- Texto de Estudios Sociales para sexto grado (Coautor,1995)
- ''Historia del siglo XX en Enciclopedia del Ecuador (2000).
- Historia del Ecuador (2002).
- Las políticas educativas en Ecuador 1980-2007 (2013).
- Participación ciudadana, políticas públicas y educación (2013).
- En busca del sentido de la educación ecuatoriana, en Educación y Buen Vivir (2013).